# .bs
.bs è il dominio di primo livello nazionale assegnato alle Bahamas.
È amministrato dall'Università delle Bahamas.

## Domini di secondo livello
Sono disponibili i seguenti domini di secondo livello:
- .com.bs
- .edu.bs
- .net.bs
- .org.bs
- .gov.bs